# Кирисенко, Андрей Васильевич
Андрей Васильевич Кирисенко (род. 22 октября 1970, Темиртау, СССР) — российский режиссёр и репортёр, специализируется на освещении военных событий, является автором многих документальных фильмов православной и историко-патриотической тематики. Заместитель Председателя Центрального совета Федерации практической стрельбы России. Член экспертного совета комитета по обороне Государственной Думы. Заслуженный мастер спорта России. Двукратный чемпион мира по практической стрельбе.

## Биография
Андрей Кирисенко родился 22 октября 1970 года в Темиртау, детство и юность провёл в Рязани, где и окончил среднюю школу.
В 1991 окончил Институт повышения квалификации работников Гостелерадио СССР по специальности режиссёр документально кино. Работал в Рязанской ГТК корреспондентом, а затем старшим редактором. С 1995 года — в телекомпании «ВИД». Работал корреспондентом программы «Взгляд», с 1998 по 2000 год являлся её соведущим.
В 1996 году окончил Санкт-Петербургскую академию театральных искусств им. Н. К. Черкасова по специальности режиссура телевидения.
В 2003 году создал программу «Служу Отчизне» (Первый канал), руководителем которой являлся до конца 2016 года.
Неоднократно работал в качестве журналиста в «горячих точках»: Карабах, Абхазия, Чечня, Югославия, Косово, Таджикистан.
В 1996 году освободил из Чеченского плена восемь русских солдат.
Андрей Кирисенко в совершенстве владеет пистолетом, ружьём и автоматом. Является заслуженным мастером спорта по практической стрельбе и заместителем председателя центрального совета Федерации практической стрельбы России (ФПСР). Кирисенко четырёхкратный чемпион России по практической стрельбе в личном первенстве и семикратный чемпион в командном зачёте. Является многократным победителем и призёром крупных международных турниров. В составе национальной сборной дважды становился чемпионом мира по практической стрельбе.
Являясь членом боевого раздела практической стрельбы, Андрей Кирисенко находится в постоянном творческом контакте с инструкторами по тактико-огневой подготовке управления А «Альфа» Центра специального назначения ФСБ России (ЦСН ФСБ РФ), где с его участием испытываются новые образцы экипировки, вооружений, а также методы подготовки бойцов спецназа. Кирисенко является режиссёром учебных фильмов для сотрудников спецподразделений ФСБ.
С 2014 по 2017 работал советником генерального директора «Концерна „Калашников“».

## Фильмография
- 2002 — Последняя тайна царя[4]
- 2003 — Радость моя
- 2005 — Времена, когда молятся все
- 2006 — Ради Христа
- 2006 — Воины духа[5]
- 2006 — Самбо — наука побеждать
- 2007 — Последняя тайна генерала Каппеля[6]
- 2008 — Убийство царской семьи. Последний аргумент[7]
- 2009 — Юденич[8]

## Награды
- Медаль «За укрепление боевого содружества» Министерства обороны Российской Федерации
- Крест за «Заслуги в пограничной службе 2-ст»
- Нагрудный знак внутренних войск МВД России «За отличие в службе»
- Благодарность от Федеральной службы безопасности «за оказание содействия».
- Именные часы командующего ВДВ «За личное мужество»
- Премия «Народное достояние» — «За военно-патриотическое воспитание молодёжи»
- Грамота от Издательского совета Московского патриархата «за усердные труды по духовно-нравственному воспитанию военнослужащих».
- Медаль от Союза журналистов России за «Честь. Достоинство. Профессионализм»
- Диплом Союза журналистов Москвы «за высокий профессионализм в освещении жизнедеятельности Вооруженных Сил России».
- «Заслуженный мастер спорта России» по виду спорта «Практическая стрельба»

## Семья
Православного вероисповедания, женат, имеет сыновей Бориса, Глеба и дочь Варвару.